# Gentiana affinis
Тирлич споріднений (Gentiana affinis) — вид рослин родини тирличеві.

## Назва
В англійській мові має назву «Північний тирлич» (англ. Nothern Gentian). 

## Будова
Сланка чи прямостояча рослина 20-30 см заввишки з блакитними трубкоподібними квітами 2-3 см довжини на кінцях стебел. Кінчики пелюсток мають білі плями. Листки прості і супротивні, вузьколанцетно-еліптичні. Плід - циліндрична капсула.

## Поширення та середовище існування
Зростає у вологих луках на заході США.

## Галерея

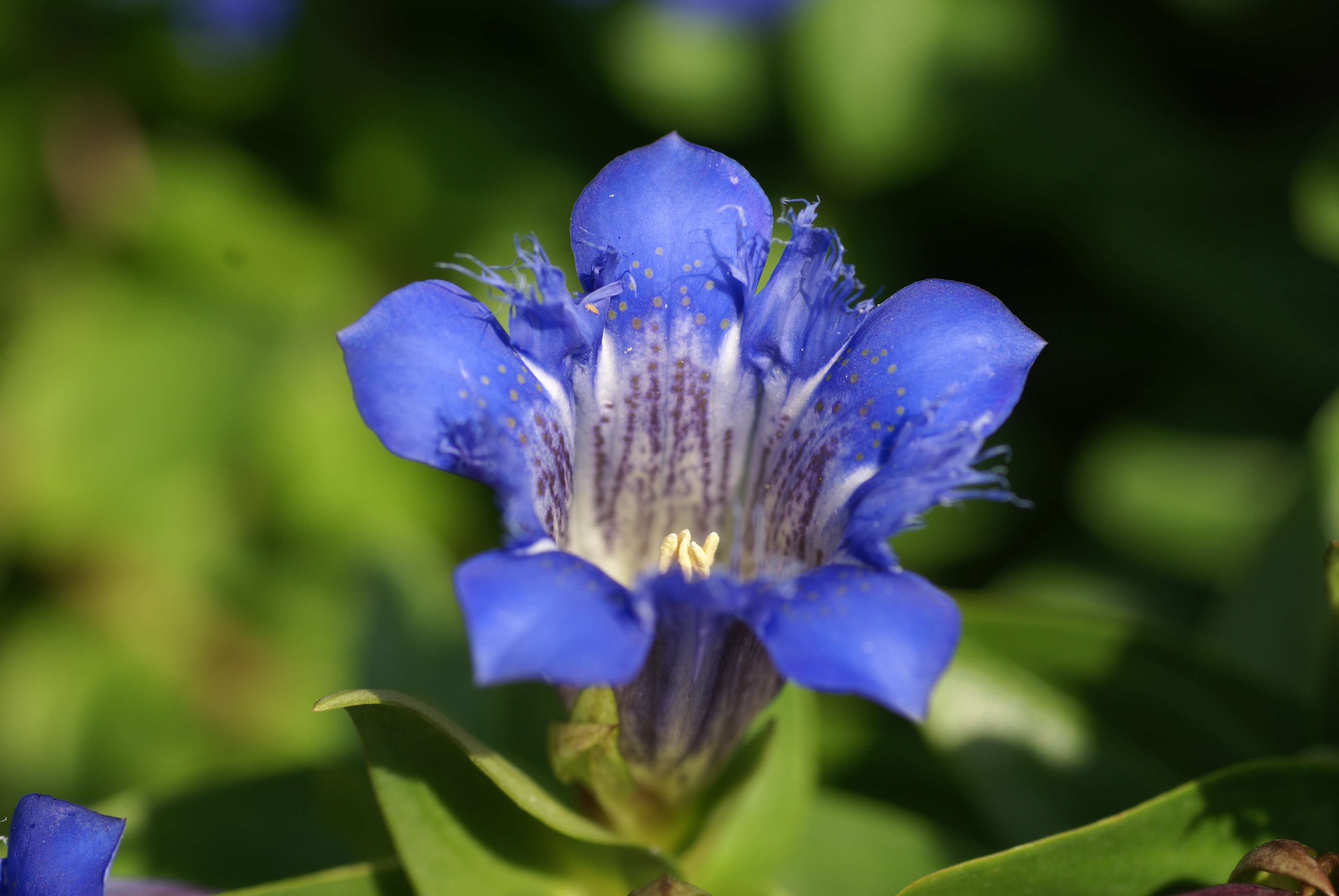
Квітка
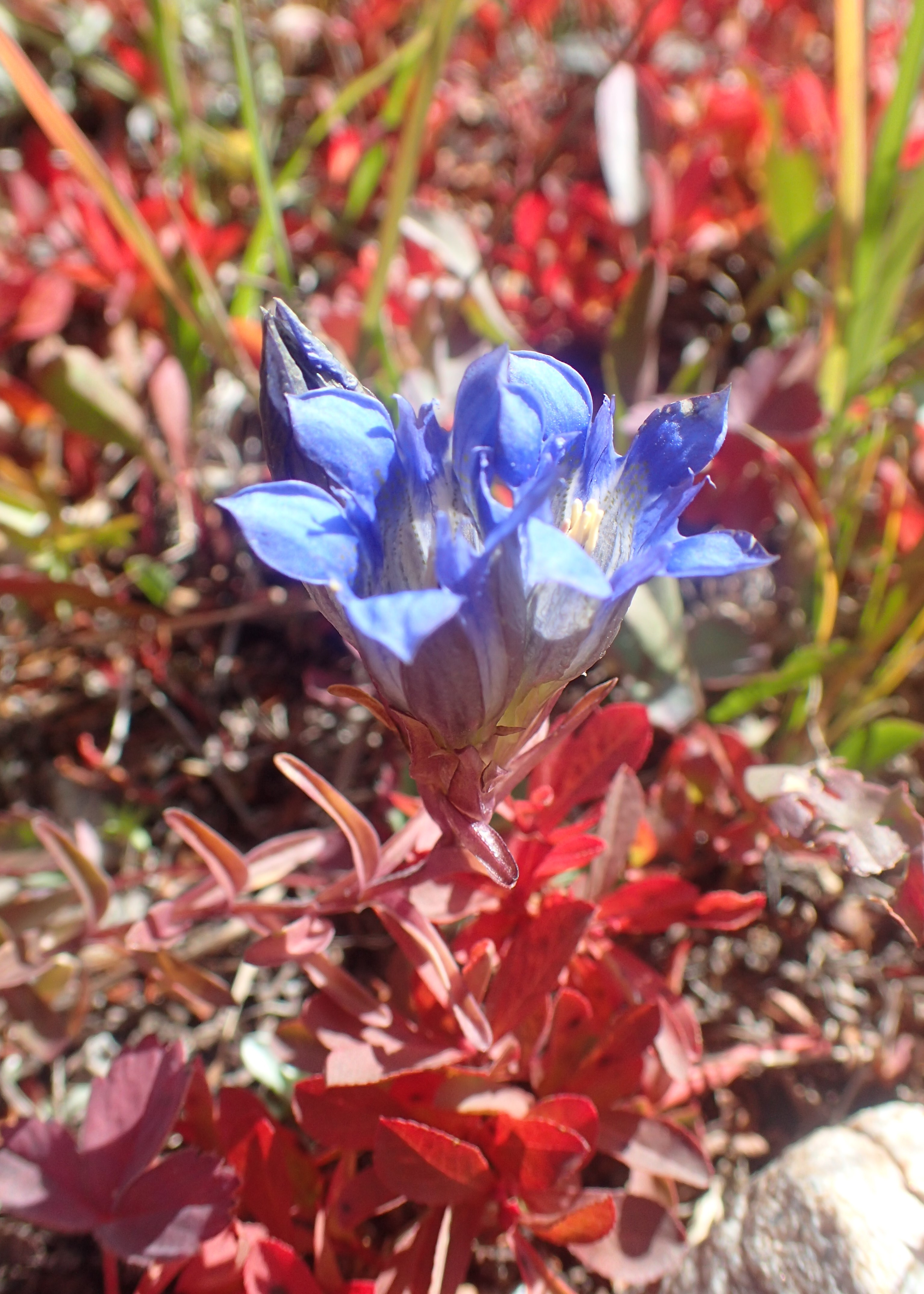
Квіти
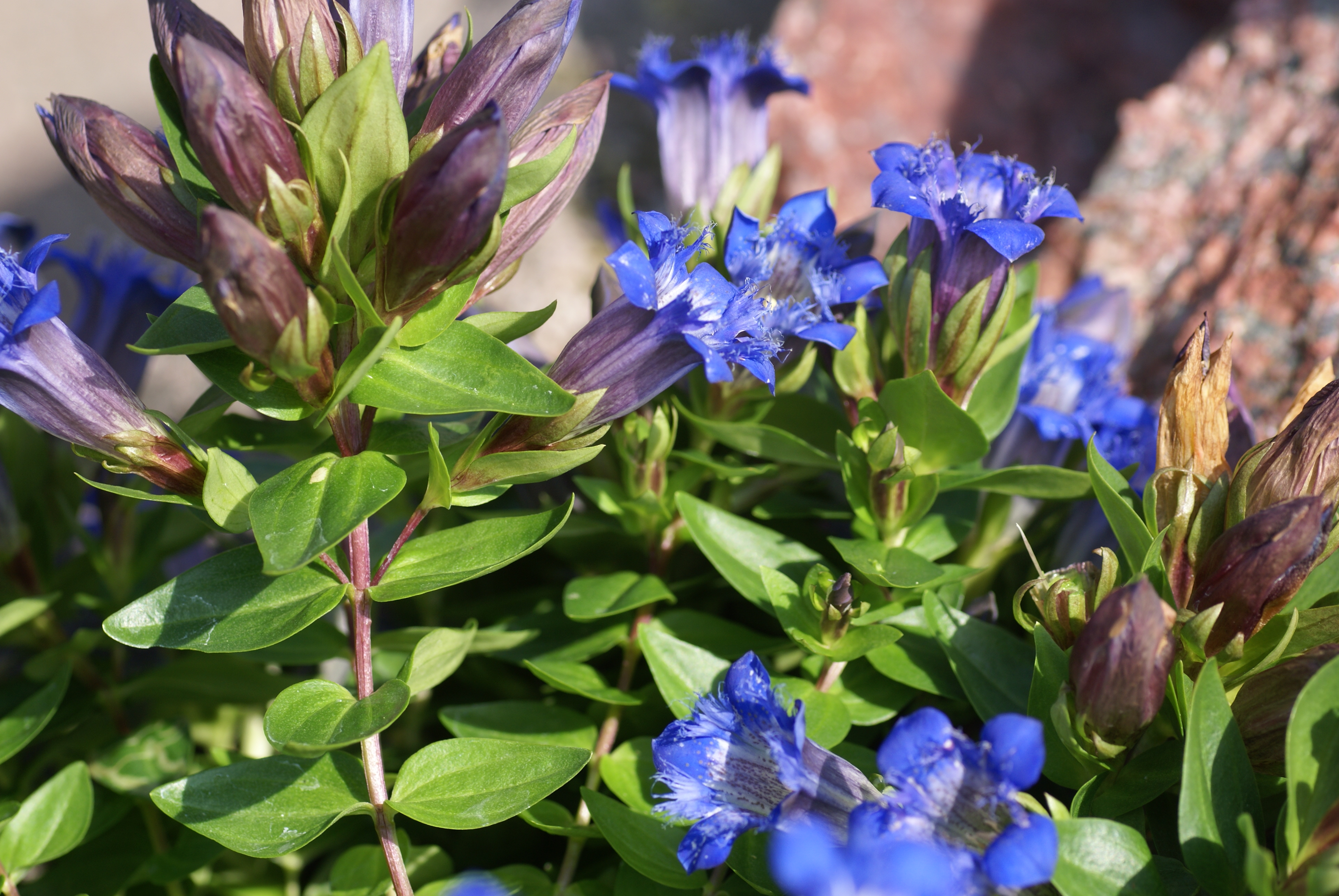
Квіти та листя